# RWD–13
Az RWD–13 a lengyel RWD tervezőcsoport 1935-ben kifejlesztett háromüléses, felsőszárnyas túrarepülőgépe. Ez a gép volt  az RWD legjelentősebb üzleti sikere. A hazai alkalmazás mellett több példányát exportálták is. Összesen kb. 100 darabot építettek belőle.

## Története
Az RWD–13 az RWD sportrepülőgép-sorozatába illeszkedik, az RWD–6 és RWD–9 gépek továbbfejlesztésének tekinthető. Az RWD-csoportban tevékenykedő Stanisław Rogalski és Jerzy Drzewiecki tervezte a DWL varsói üzemében, a lengyel LOPP honvédelmi szervezet megrendelésére. A prototípus építéséhez egy összetört RW–6-os darabjait használták fel, így a gép típusjelzése is RWD–6bis lett volna eredetileg, bár a konstrukció jobban hasonlított az RWD–9-re. Első repülésére 1935. január 15-én került sor. 1937-ben a lengyel hadsereg is tesztelte, majd rendelt 24 darabot. A prototípustól eltérően azonban soros motort kapott, és egyszerűbb volt a szárny mechanizációja is. Jó repülő tulajdonságok jellemezték, könnyű volt vezetni, továbbá rövid fel- és leszállási úthossz jellemezte. Az alapváltozatnak is tekinthető változatból 1939-ig 85 darab készült.
Az 1930-as évek végén gép gyártási jogát eladták Jugoszláviának.
Továbbfejlesztett, nagyobb változata az ötszemélyes RWD–15 volt.

## Alkalmazók

### Lengyelország
A háború után Romániából egy darab, korábban SP-BMY lajstromjelű LWD-13 került vissza Lengyelországba. Ezt a gépet a lengyel külügyminisztérium használta futárrepülőgépként, új  lajstromjele SP-MSZ lett. A gépet 1955-ig használták futárfeladatokra.
A Lengyelországba visszakerült gépek 1953-ig üzemeltek. Egy darab a krakkói repülőmúzeumhoz került, ahol napjainkban is ki van állítva.

### Románia
A szeptemberi lengyelországi hadjárat nyomán 23 RWD–13, öt RWD-13S és két RW-13TS gépet evakuáltak Romániába. A gépeket a román légierő vette használatba. 1941 után mindegyik a légierő mentőrepülő századához került és igen intenzíven használták a hadműveletek során mentési feladatokra. A gépek román oldalon részt vettek a Sztálingrád körüli harcoknál és a Krímben is. A háború után négy RWD–13 és egy RWD–13S gép visszakerült Lengyelországba.

### Brazília
Brazília 8 darab RWD-13-ast vásárolt. Brazília volt az egyetlen dél-amerikai ország, mely vásárolt az 1930-as években lengyel gépet. Brazíliában a gépek többsége az 1960-as, 1970-es évekig üzemelt, de egy példánya még az 1990-es években is üzemképes volt.

### Palesztína/Izrael
Az Aviron légitársaság 1938-ban vásárolt két RWD–13-ast.

### Amerikai Egyesült Államok
1939-ben két gépet szállítottak bemutató céljára az USA-ba, a New york-i World's Fair világkiállításra. Ezek a gépek ott maradtak, megvásárolták őket és magángépként használták. Az egyik (NC20651 lajstromjelű) gép 1948-ban, a másik (NC20652) 1950-ben tört össze balesetben. 

### Észtország
A második világháború során egy lengyel gépet Vilniusból Észtországba evakuáltak. A gépet először az Észt Légierő használta, majd Észtország 1941-es szovjet megszállása után a gép a Vörös Hadsereg állományába került. További sorsa ismeretlen.